# Линия Дзуси (Кэйкю)
Линия Дзуси (яп. 京急逗子線 кэйкю: дзуси сэн) — железнодорожная линия частного японского железнодорожного оператора Keikyu Corporation. Линия протянулась на 5,9 километра от станции Канадзава-Хаккэй до станции Син-Дзуси в префектуре Канагава.

## Виды обслуживания
- Local (яп. 普通 фуцу:)

По утрам и вечерам, составы курсируют между станциями Канадзава-Хаккэй и Син-Дзуси. В остальное время по линии ходят только сквозные составы идущие с линии Кэйкю.
- Airport Express (яп. エアポート急行 эапо:то кю:ко:)

С 16 марта 2010-го года, ходят от аэропорта Ханэда через линию Аэропорт.
- Limited Express (яп. 特急 токкю:)

Всего 6 составов в течение дня. Сквозное сообщение с линией Кэйкю.

## Станции
| Код станции | Станция          | Между станциями (км) | От Канадзава-Хаккэй (км) | От Синагава (км) | Пересадки                                                                                | Расположение |
| ----------- | ---------------- | -------------------- | ------------------------ | ---------------- | ---------------------------------------------------------------------------------------- | ------------ |
| KK50        | Канадзава-Хаккэй | -                    | 0.0                      | 40.9             | Keikyu Corporation：Линия Кэйкю（Синагава） Yokohama New Transit：Линия Канадзава Сисайд | Иокогама     |
| KK51        | Муцуура          | 1.3                  | 1.3                      | 42.2             |                                                                                          | Иокогама     |
| KK52        | Дзиммудзи        | 2.8                  | 4.1                      | 45.0             |                                                                                          | Дзуси        |
| KK53        | Син-Дзуси        | 1.8                  | 5.9                      | 46.8             | JR East：Линия Йокосука（Дзуси）                                                         | Дзуси        |